# چوی جونگ وون
این یک نام کره‌ای است؛ نام خانوادگی چوی است.
چوی جونگ وون (کره‌ای: 최정원؛ زادهٔ ۲۴ آوریل ۱۹۸۱) بازیگر اهل کره جنوبی است. او به خاطر ایفای نقش در مجموعه‌های تلویزیونی خواهران معروف چیل (۲۰۰۶)، سرزمین بادها (۲۰۰۸)، از آسمان ستاره فرو می‌ریزد (۲۰۱۰) و بیمارستان چونا (۲۰۱۱) شناخته می‌شود.

## فیلم‌شناسی

### فیلم
- رقبای شهر کوچک (۲۰۰۷)
- پدر من (۲۰۰۷)
- زندگی زیباست (۲۰۰۸)
- سیدنی عاشق (۲۰۰۹)
- بازی کامل (۲۰۱۱)[۷]
- دوستان خوب (۲۰۱۳)

### مجموعه تلویزیونی
- کول (کی‌بی‌اس۲، ۲۰۰۴)
- آل این (اس‌بی‌اس، ۲۰۰۳)
- عزیزم (اس‌بی‌اس، ۲۰۰۳)
- زنده باد عشق (اس‌بی‌اس، ۲۰۰۳)
- شبی گرم در ماه دسامبر (ام‌بی‌سی، ۲۰۰۴)
- پاییز ژنرال هونگ (اس‌بی‌اس، ۲۰۰۴)
- خواهران معروف چیل (کی‌بی‌اس۲، ۲۰۰۶)
- سرزمین بادها (کی‌بی‌اس۲، ۲۰۰۸)
- از آسمان ستاره فرو می‌ریزد (اس‌بی‌اس، ۲۰۱۰)
- بیمارستان چونا (کی‌بی‌اس۲، ۲۰۱۱)
- عشق در کیف او (جی‌تی‌بی‌سی، ۲۰۱۳)
- سه جادوگر (ام‌بی‌سی، ۲۰۱۵)
- من او را دوست دارم (ام بی سی ۲۰۱۸)